# How Do I Say Goodbye
How Do I Say Goodbye è un singolo del cantante australiano Dean Lewis, pubblicato il 31 agosto 2022 come terzo estratto dal secondo album in studio The Hardest Love.

## Descrizione
Il brano è stato scritto da Dean Lewis e Jon Hume, e prodotto con l'ausilio di Ed Holloway e Nick Atkinson. È stato scritto per il padre dell'artista, a cui è stata diagnosticata una forma aggressiva di tumore. L'artista ha affermato che How Do I Say Goodbye è dedicata «a chiunque abbia dovuto dire addio a qualcuno di caro».

## Video musicale
Il video musicale di How Do I Say Goodbye, diretto dal fratello del cantante, Sean Loaney, è stato pubblicato in concomitanza con l'uscita del singolo digitale.

## Tracce
Testi e musiche di Dean Lewis e Jon Hume.
1. How Do I Say Goodbye – 2:43

## Classifiche

### Classifiche settimanali
| Classifica (2022-23) | Posizione massima |
| -------------------- | ----------------- |
| Australia            | 14                |
| Austria              | 14                |
| Belgio (Fiandre)     | 11                |
| Belgio (Vallonia)    | 38                |
| Canada               | 42                |
| Danimarca            | 7                 |
| Germania             | 24                |
| Irlanda              | 17                |
| Lussemburgo          | 25                |
| Norvegia             | 5                 |
| Nuova Zelanda        | 40                |
| Paesi Bassi          | 8                 |
| Portogallo           | 88                |
| Regno Unito          | 23                |
| Repubblica Ceca      | 42                |
| Slovacchia           | 70                |
| Stati Uniti          | 106               |
| Svezia               | 19                |
| Svizzera             | 7                 |

### Classifiche di fine anno
| Classifica (2022) | Posizione |
| ----------------- | --------- |
| Paesi Bassi       | 60        |
| Svizzera          | 69        |
| Classifica (2023) | Posizione |
| Australia         | 68        |
| Norvegia          | 37        |